# كأس الأمم الإفريقية 2008
كأس الأمم الإفريقية لكرة القدم 2008 أو كأس إم تي إن للأمم الإفريقية 2008 لأسباب الرعاية، كانت النسخة السادسة والعشرون من كأس الأمم الإفريقية لكرة القدم، مسابقة كرة القدم التي تقام كل سنتين للدول المنضوية تحت لواء الاتحاد الإفريقي لكرة القدم (CAF). وقد نظمت البطولة في أربعة أماكن متفرقة من غانا بين 20 يناير و10 فبراير 2008. فازت مصر في البطولة، بفوزها على الكاميرون 1–0 في المباراة النهائية. متوسط عدد الأهداف للمبارة في هذه البطولة هو الأعلى منذ دورة عام 1974.

## الخلفية
فازت غانا بحق استضافة البطولة بعد تغلبها على ليبيا 9–3 في التصويت الذي جرى بين أعضاء اللجنة التنفيذية للاتحاد الإفريقي لكرة القدم في القاهرة. سحبت جنوب إفريقيا عرضها بعد أن نالت حق تنظيم كأس العالم 2010.

## الملاعب
| أكرا            | أكرا كوماسي تامالي سيكوندي تاكوراديكأس الأمم الإفريقية 2008 (غانا) | كوماسي                |
| --------------- | ------------------------------------------------------------------ | --------------------- |
| ملعب أوهين دجان | أكرا كوماسي تامالي سيكوندي تاكوراديكأس الأمم الإفريقية 2008 (غانا) | ملعب بابا يارا        |
|                 | أكرا كوماسي تامالي سيكوندي تاكوراديكأس الأمم الإفريقية 2008 (غانا) |                       |
| السعة: 40,000   | أكرا كوماسي تامالي سيكوندي تاكوراديكأس الأمم الإفريقية 2008 (غانا) | السعة: 40,528         |
| تامالي          | أكرا كوماسي تامالي سيكوندي تاكوراديكأس الأمم الإفريقية 2008 (غانا) | سيكوندي تاكورادي      |
| ملعب تامالي     | أكرا كوماسي تامالي سيكوندي تاكوراديكأس الأمم الإفريقية 2008 (غانا) | ملعب سيكوندي تاكورادي |
|                 | أكرا كوماسي تامالي سيكوندي تاكوراديكأس الأمم الإفريقية 2008 (غانا) |                       |
| السعة: 21,017   | أكرا كوماسي تامالي سيكوندي تاكوراديكأس الأمم الإفريقية 2008 (غانا) | السعة: 20,088         |

## التصفيات
قسم المشاركون إلى 12 مجموعة. تأهل إلى النهائيات كل متصدر مجموعة وأفضل ثلاثة أصحاب المركز الثاني من المجموعات التي تضم أربعة فرق (المجموعات 2–11). وتأهلت غانا المضيفة تلقائياً. جرت التصفيات بين 2 سبتمبر 2006 و13 أكتوبر 2007.

## الفرق

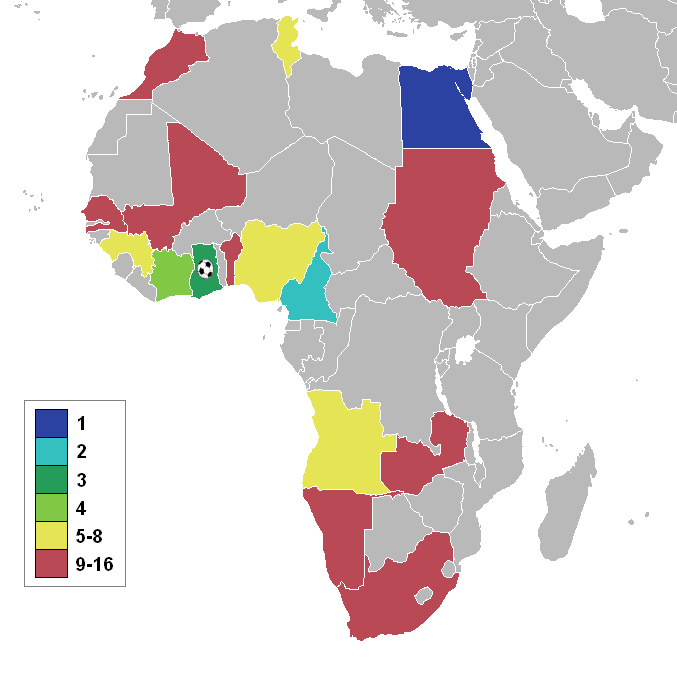
خريطة لإفريقيا تظهر الدول المتأهلة، مع بروزها حسب المرحلة التي وصلت لها.

- غانا – المضيف، المشاركة السادسة عشرة (4 ألقاب)
- ساحل العاج – بطل المجموعة 1، المشاركة السابعة عشرة (لقب واحد)
- مصر – بطل المجموعة 2، المشاركة الحادية والعشرون (5 ألقاب)
- نيجيريا – بطل المجموعة 3، المشاركة الخامسة عشرة (لقبين)
- السودان – بطل المجموعة 4، المشاركة السابعة (لقب واحد)
- الكاميرون – بطل المجموعة 5، المشاركة الخامسة عشرة (4 ألقاب)
- أنغولا – بطل المجموعة 6، المشاركة الرابعة
- السنغال – بطل المجموعة 7، المشاركة الحادية عشرة
- غينيا – بطل المجموعة 8، المشاركة التاسعة
- مالي – بطل المجموعة 9، المشاركة الخامسة
- ناميبيا – بطل المجموعة 10، المشاركة الثانية
- زامبيا – بطل المجموعة 11، المشاركة الثالثة عشرة
- المغرب – بطل المجموعة 12، المشاركة الثالثة عشرة (لقب واحد)
- تونس – وصيف المجموعة 4، المشاركة الثالثة عشرة (لقب واحد)
- بنين – وصيف المجموعة 9، المشاركة الثانية
- جنوب إفريقيا – وصيف المجموعة 11، المشاركة السابعة (لقب واحد)

## مسؤولي المباريات
تم اختيار 16 حكماً و16 حكماً مساعداً للبطولة، بما فيهم اثنان من اليابان وواحد من كوريا الجنوبية.
| الحكام             | الحكام المساعدون       |
| ------------------ | ---------------------- |
| محمد بنوزة         | إبراهيم جزار           |
| ديفين إيفيه        | إفاريست منكواندي       |
| يويتشي نيشيمورا    | تورو ساغارا            |
| عبد الرحيم العرجون | رضوان عشيق             |
| جيروم دامون        | إينوك موليفي           |
| كوكو دجاوبي        | كومي كونيو             |
| قاسم بن ناصر       | بشير الحساني           |
| جمال حيمودي        | جيونغ هاي-سانغ         |
| كوفي كودجا         | سلستين نتاغونغيرا      |
| مودو سووي          | أنغيسوم أوغباماريام    |
| أليكس كوتي         | ديزيري غاهونغو         |
| كومان كوليبالي     | لاسينا باريه           |
| بادارا دياتا       | بيتر إديبي             |
| إدي مايلت          | إيناسيو مانويل كانديدو |
| محمد سسيغونغا      | ناصر صادق عبد النبي    |
| كينياس مارانغي     | كينيث تشيتشينغا        |

## اجراءات التصنيف والتوزيع
أجريت قرعة المسابقة في 19 أكتوبر 2007. وجرى تقسيم الفرق الستة عشر إلى أربعة أوعية وفقاً لأدائهم في البطولات السابعة لكأس الأمم الإفريقية. غانا، بصفتها المضيفة وضعت تلقائياً على رأس المجموعة أ. فيما وضعت مصر المدافعة عن اللقب على رأس المجموعة ج. وتحتوي كل مجموعة على أربعة فرق، وتم سحب فريق واحد من كل وعاء.
- الوعاء 1: غانا (المجموعة أ)، مصر (المجموعة ج)، نيجيريا، تونس
- الوعاء 2: الكاميرون، ساحل العاج، المغرب، السنغال
- الوعاء 3: غينيا، مالي، جنوب إفريقيا، زامبيا
- الوعاء 4: أنغولا، بنين، ناميبيا، السودان

## كرة المسابقة

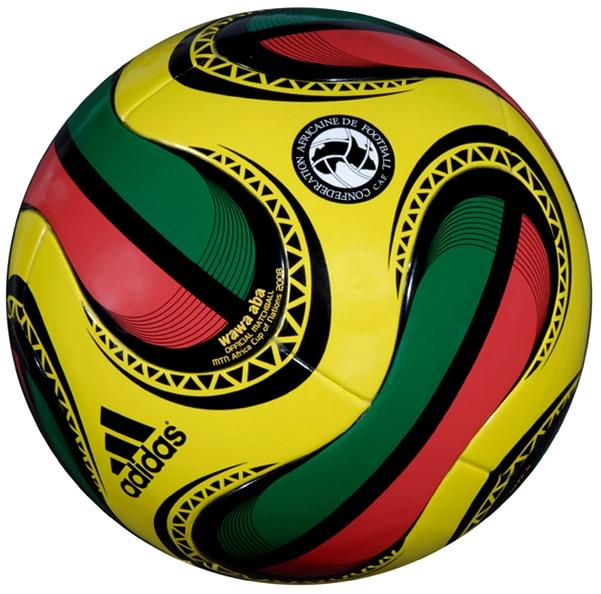
"واوا آبا" الكرة الرسمية التي لعبت في البطولة.

الكرة المستخدمة خلال النسخ السابقة لكأس الأمم الإفريقية، لم تكن مصنوعة خصيصاً للبطولة. على اعتبار أن البطولة كانت تعقد في السنوات الزوجية، في نفس السنة التي تنظم خلالها بطولات كبرى مثل بطولة أمم أوروبا أو كأس العالم. استخدمت الكرة الرسمية للبطولة التي ستقام هذا العام في كأس الأمم الإفريقية: أديداس روتيرو في 2004، أو أديداس تيمغايست في 2006. ومع ذلك، قدمت أديداس لبطولة 2008، كرة خاصة، مختلفة بوضوح عن كرة أديداس أوروباس التي من المزمع استخدامها بعد خمسة أشهر لليورو. سميت الكرة واوا آبا وتم تصميمها لتشمل ألوان غانا الدولة المضيفة، الأحمر، والأصفر، والأخضر. واستخدمت الكرة في وقت لاحق للمنافسات الإفريقية الأخرى.
يعتبر اسم واوا آبا بالنسبة للثقافة الآكانية التي نشأت في غرب إفريقيا رمزاً للثبات. ويعتقد الناس هناك خاصةً بقوة وروح العمل الجماعي للمجتمع. واوا آبا هي بذرة شجرة الواوا، وهي واحدة من أقوى الغابات وأكثرها قابلية للمعالجة في إفريقيا. تحمل واوا آبا أساساً أهمية باطنية لدى السكان. وهؤلاء هم أناس لا يدعون الفشل يثبط عزيمتهم، ويغتنمون جميع الفرص بنجاح وهم أقوياء وقادرين على التكيف تماماً مثل واوا آبا.

## مرحلة المجموعات
| مفاتيح الألوان في جداول المجموعات |
| --------------------------------- |
| صعد أفضل فريقين إلى ربع النهائي   |

### معايير كسر التعادل
حين يكون فريقين أو أكثر في نهاية مرحلة المجموعات بنفس العدد من النقاط، يتحدد ترتيبهم حسب المعايير التالية:
1. النقاط التي حصل عليها في المباريات بين الفرق المعنية؛
2. فارق الأهداف في المباريات بين الفرق المعنية؛
3. عدد الأهداف المسجلة في مباريات المجموعة بين الفرق المعنية؛
4. عدد الأهداف المسجلة خارج الديار في المباريات بين الفرق المعنية؛
5. فارق الأهداف في جميع مباريات المجموعة؛
6. عدد الأهداف المسجلة في جميع مباريات المجموعة؛
7. إجراء قرعة من قبل اللجنة المنظمة.

جميع الأوقات الواردة حسب التوقيت المحلي (ت ع م±0)

### المجموعة أ
| فريق    | لعب | ف | ت | خ | له | عليه | ف.أ | نقاط |
| ------- | --- | - | - | - | -- | ---- | --- | ---- |
| غانا    | 3   | 3 | 0 | 0 | 5  | 1    | +4  | 9    |
| غينيا   | 3   | 1 | 1 | 1 | 5  | 5    | 0   | 4    |
| المغرب  | 3   | 1 | 0 | 2 | 7  | 6    | +1  | 3    |
| ناميبيا | 3   | 0 | 1 | 2 | 2  | 7    | −5  | 1    |

| غانا                              | 2–1   | غينيا       |
| --------------------------------- | ----- | ----------- |
| أ. جيان 55' (ركلة.) · مونتاري 90' | تقرير | كالابان 65' |

| ناميبيا    | 1–5   | المغرب                                              |
| ---------- | ----- | --------------------------------------------------- |
| بريندل 24' | تقرير | علودي 1'، 5'، 28' · السكتيوي 40' (ركلة.) · زرقا 74' |

| غينيا                                  | 3–2   | المغرب                |
| -------------------------------------- | ----- | --------------------- |
| فيندونو 11'، 63' (ركلة.) · بانغورا 59' | تقرير | بوشروان 60' · ودو 90' |

| غانا      | 1–0   | ناميبيا |
| --------- | ----- | ------- |
| أغوغو 41' | تقرير |         |

| غانا                     | 2–0   | المغرب |
| ------------------------ | ----- | ------ |
| إيسيان 26' · مونتاري 45' | تقرير |        |

| غينيا    | 1–1   | ناميبيا    |
| -------- | ----- | ---------- |
| يولا 62' | تقرير | بريندل 80' |

### المجموعة ب
| فريق       | لعب | ف | ت | خ | له | عليه | ف.أ | نقاط |
| ---------- | --- | - | - | - | -- | ---- | --- | ---- |
| ساحل العاج | 3   | 3 | 0 | 0 | 8  | 1    | +7  | 9    |
| نيجيريا    | 3   | 1 | 1 | 1 | 2  | 1    | +1  | 4    |
| مالي       | 3   | 1 | 1 | 1 | 1  | 3    | −2  | 4    |
| بنين       | 3   | 0 | 0 | 3 | 1  | 7    | −6  | 0    |

| نيجيريا | 0–1   | ساحل العاج |
| ------- | ----- | ---------- |
|         | تقرير | كالو 66'   |

| مالي                | 1–0   | بنين |
| ------------------- | ----- | ---- |
| كانوتيه 49' (ركلة.) | تقرير |      |

| ساحل العاج                                         | 4–1   | بنين           |
| -------------------------------------------------- | ----- | -------------- |
| دروغبا 40' · ي. توريه 44' · كيتا 53' · دينداني 63' | تقرير | أوموتويوسي 90' |

| نيجيريا | 0–0   | مالي |
| ------- | ----- | ---- |
|         | تقرير |      |

| نيجيريا               | 2–0   | بنين |
| --------------------- | ----- | ---- |
| ميكل 53' · ياكوبو 86' | تقرير |      |

| ساحل العاج                        | 3–0   | مالي |
| --------------------------------- | ----- | ---- |
| دروغبا 9' · زورو 54' · سانوغو 86' | تقرير |      |

### المجموعة ج
| فريق      | لعب | ف | ت | خ | له | عليه | ف.أ | نقاط |
| --------- | --- | - | - | - | -- | ---- | --- | ---- |
| مصر       | 3   | 2 | 1 | 0 | 8  | 3    | +5  | 7    |
| الكاميرون | 3   | 2 | 0 | 1 | 10 | 5    | +5  | 6    |
| زامبيا    | 3   | 1 | 1 | 1 | 5  | 6    | −1  | 4    |
| السودان   | 3   | 0 | 0 | 3 | 0  | 9    | −9  | 0    |

| مصر                                    | 4–2   | الكاميرون             |
| -------------------------------------- | ----- | --------------------- |
| حسني 14' (ركلة.)، 82' · زيدان 17'، 45' | تقرير | إيتو 51'، 90' (ركلة.) |

| السودان | 0–3   | زامبيا                                        |
| ------- | ----- | --------------------------------------------- |
|         | تقرير | تشامانغا 2' · ج. مولينغا 50' · ف. كاتونغو 59' |

| الكاميرون                                                 | 5–1   | زامبيا         |
| --------------------------------------------------------- | ----- | -------------- |
| جيريمي 28' · جوب 32'، 82' · إيمانا 44' · إيتو 66' (ركلة.) | تقرير | ك. كاتونغو 90' |

| مصر                                   | 3–0   | السودان |
| ------------------------------------- | ----- | ------- |
| حسني 29' (ركلة.) · أبو تريكة 78'، 83' | تقرير |         |

| الكاميرون                                | 3–0   | السودان |
| ---------------------------------------- | ----- | ------- |
| إيتو 27' (ركلة.)، 90' · الخضر 33' (ه.ذ.) | تقرير |         |

| مصر     | 1–1   | زامبيا         |
| ------- | ----- | -------------- |
| زكي 15' | تقرير | ك. كاتونغو 88' |

### المجموعة د
| فريق         | لعب | ف | ت | خ | له | عليه | ف.أ | نقاط |
| ------------ | --- | - | - | - | -- | ---- | --- | ---- |
| تونس         | 3   | 1 | 2 | 0 | 5  | 3    | +2  | 5    |
| أنغولا       | 3   | 1 | 2 | 0 | 4  | 2    | +2  | 5    |
| السنغال      | 3   | 0 | 2 | 1 | 4  | 6    | −2  | 2    |
| جنوب إفريقيا | 3   | 0 | 2 | 1 | 3  | 5    | −2  | 2    |

| تونس                | 2–2   | السنغال                    |
| ------------------- | ----- | -------------------------- |
| جمعة 9' · تراوي 82' | تقرير | بايال سال 45' · كامارا 66' |

| جنوب إفريقيا  | 1–1   | أنغولا      |
| ------------- | ----- | ----------- |
| فان هيردن 87' | تقرير | مانوتشو 29' |

| السنغال          | 1–3   | أنغولا                        |
| ---------------- | ----- | ----------------------------- |
| دياغني-فاييه 20' | تقرير | مانوتشو 50'، 67' · فلافيو 78' |

| تونس                          | 3–1   | جنوب إفريقيا |
| ----------------------------- | ----- | ------------ |
| سانتوس 8'، 34' · بن سعادة 32' | تقرير | مفيلا 87'    |

| السنغال       | 1–1   | جنوب إفريقيا  |
| ------------- | ----- | ------------- |
| ه. كامارا 36' | تقرير | فان هيردن 14' |

| تونس | 0–0   | أنغولا |
| ---- | ----- | ------ |
|      | تقرير |        |

## مرحلة خروج المغلوب

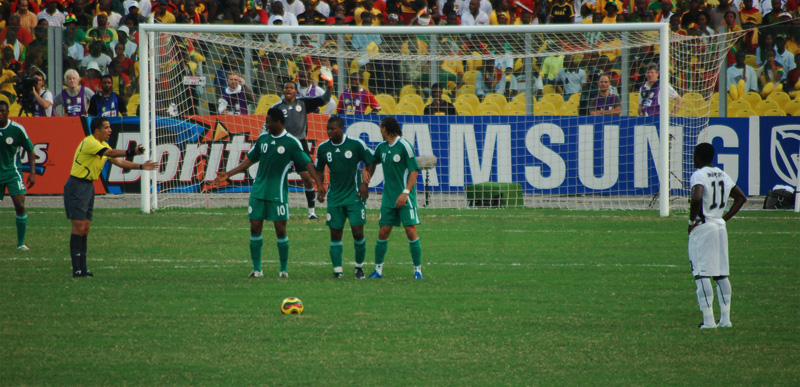
مباراة غانا ضد نيجيريا

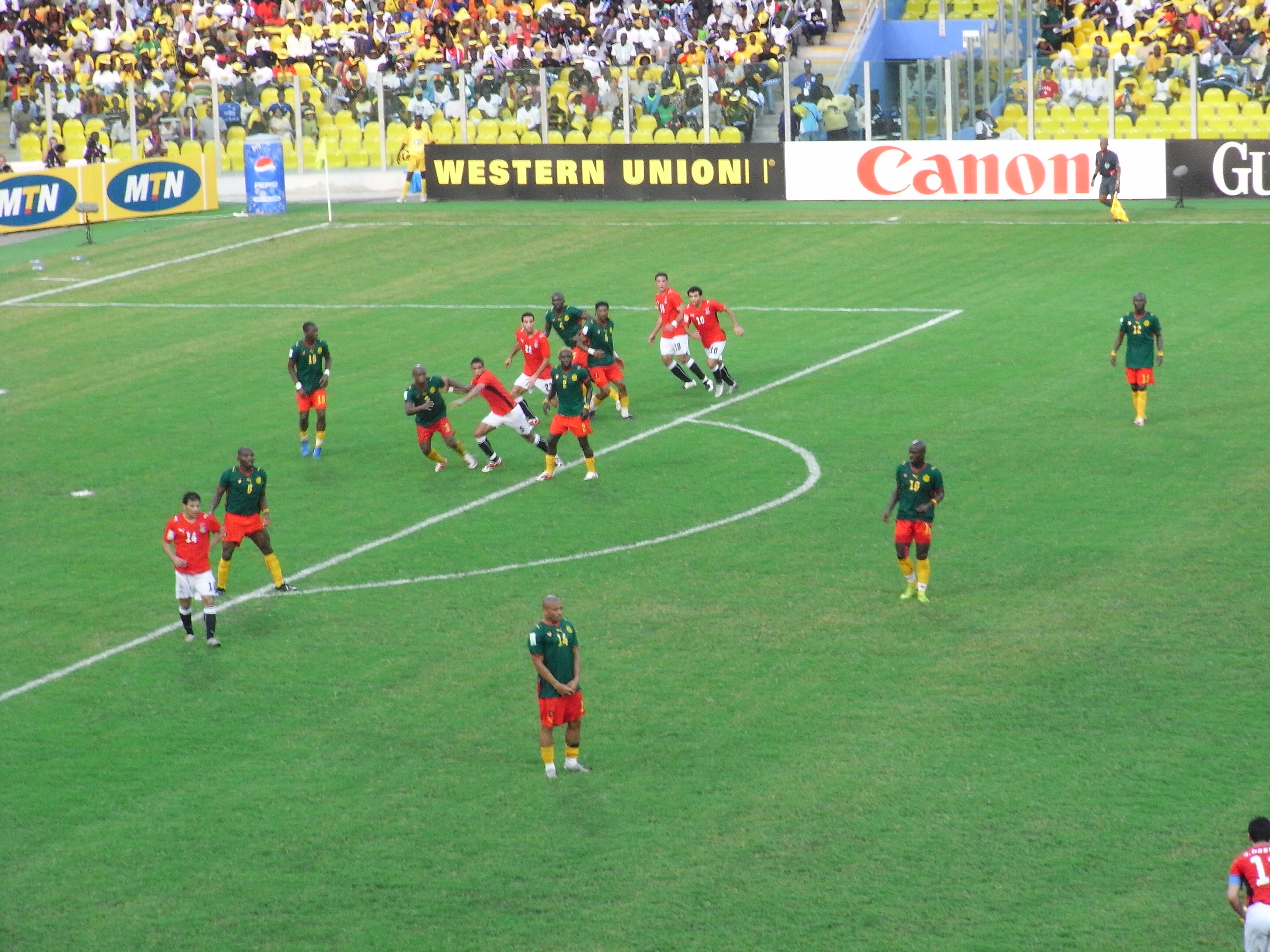
المباراة النهائية

|  | ربع النهائي                 | ربع النهائي       |                  |            | نصف النهائي   | نصف النهائي   |  |  | النهائي           | النهائي |
|  |                             |                   |                  |            |               |               |  |  |                   |         |
|  | 3 فبراير – أكرا             |                   |                  |            |               |               |  |  |                   |         |
|  |                             |                   |                  |            |               |               |  |  |                   |         |
|  | غانا                        | 2                 |                  |            |               |               |  |  |                   |         |
|  | غانا                        | 2                 | 7 فبراير – أكرا  |            |               |               |  |  |                   |         |
|  | نيجيريا                     | 1                 |                  |            |               |               |  |  |                   |         |
|  | نيجيريا                     | 1                 | غانا             | 0          |               |               |  |  |                   |         |
|  | 4 فبراير – تامالي           |                   | غانا             | 0          |               |               |  |  |                   |         |
|  |                             | الكاميرون         | 1                |            |               |               |  |  |                   |         |
|  | تونس                        | الكاميرون         | 1                | 2          |               |               |  |  |                   |         |
|  | تونس                        |                   | 10 فبراير – أكرا | 2          |               |               |  |  |                   |         |
|  | الكاميرون                   | 3                 |                  |            |               |               |  |  |                   |         |
|  | الكاميرون                   | 3                 | الكاميرون        | 0          |               |               |  |  |                   |         |
|  | 3 فبراير – سيكوندي تاكورادي |                   | الكاميرون        | 0          |               |               |  |  |                   |         |
|  |                             | مصر               | 1                |            |               |               |  |  |                   |         |
|  | ساحل العاج                  | مصر               | 1                | 5          |               |               |  |  |                   |         |
|  | ساحل العاج                  | 7 فبراير – كوماسي |                  | 5          |               |               |  |  |                   |         |
|  | غينيا                       | 0                 |                  |            |               |               |  |  |                   |         |
|  | غينيا                       | 0                 | ساحل العاج       | 1          | المركز الثالث | المركز الثالث |  |  |                   |         |
|  | 4 فبراير – كوماسي           |                   | ساحل العاج       | 1          | المركز الثالث | المركز الثالث |  |  |                   |         |
|  |                             | مصر               | 4                |            |               |               |  |  |                   |         |
|  | مصر                         | مصر               | 4                | 2          | غانا          | 4             |  |  |                   |         |
|  | مصر                         |                   |                  | 2          | غانا          | 4             |  |  |                   |         |
|  | أنغولا                      | 1                 |                  | ساحل العاج | 2             |               |  |  |                   |         |
|  | أنغولا                      | 1                 |                  |            | 2             |               |  |  |                   |         |
|  |                             |                   |                  |            |               |               |  |  | 9 فبراير – كوماسي |         |
|  |                             |                   |                  |            |               |               |  |  |                   |         |

### ربع النهائي
| غانا                     | 2–1   | نيجيريا            |
| ------------------------ | ----- | ------------------ |
| إيسيان 45+2' · أغوغو 83' | تقرير | ياكوبو 35' (ركلة.) |

| ساحل العاج                                           | 5–0   | غينيا |
| ---------------------------------------------------- | ----- | ----- |
| كيتا 25' · دروغبا 70' · كالو 72'، 81' · ب. كونيه 85' | تقرير |       |

| مصر                        | 2–1   | أنغولا      |
| -------------------------- | ----- | ----------- |
| حسني 23' (ركلة.) · زكي 38' | تقرير | مانوتشو 27' |

| تونس                        | 2–3 (ب.و.إ.) | الكاميرون                  |
| --------------------------- | ------------ | -------------------------- |
| بن سعادة 34' · الشيخواي 81' | تقرير        | مبيا 18'، 93' · جيريمي 27' |

### نصف النهائي
| غانا | 0–1   | الكاميرون |
| ---- | ----- | --------- |
|      | تقرير | نكونغ 72' |

| ساحل العاج | 1–4   | مصر                                       |
| ---------- | ----- | ----------------------------------------- |
| كيتا 63'   | تقرير | فتحي 12' · زكي 61'، 67' · أبو تريكة 90+1' |

### مباراة المركز الثالث
| غانا                                                  | 4–2   | ساحل العاج      |
| ----------------------------------------------------- | ----- | --------------- |
| مونتاري 10' · أووسو-أبيي 70' · أغوغو 80' · درامان 84' | تقرير | سانوغو 24'، 32' |

### النهائي
| الكاميرون | 0–1   | مصر           |
| --------- | ----- | ------------- |
|           | تقرير | أبو تريكة 77' |

## الفائز
| فائز كأس الأمم الأفريقية لكرة القدم 2008 |
| ---------------------------------------- |
| · مصر · للمرة السادسة                    |

## الجوائز
| - حسني عبد ربه | - صامويل إيتو - 5 أهداف |

### أفضل حارس مرمى
- عصام الحضري

### أفضل 11 لاعباً
اختير اللاعبون الآتييون، كأفضل لاعبين في مراكزهم. وتم تحليل أدائهم من قبل مجموعة الدراسات الفنية (TSG) التي اختارت الفريق.
| حراس المرمى | المدافعون                            | لاعبو الوسط                                                       | المهاجمون        |
| ----------- | ------------------------------------ | ----------------------------------------------------------------- | ---------------- |
| عصام الحضري | جيريمي نجيتاب وائل جمعة مايكل إيسيان | سولي مونتاري يحيى توريه ألكساندر سونغ حسني عبد ربه محمد أبو تريكة | عمرو زكي مانوتشو |

البدلاء
- ريتشارد كينغسون
- هاني سعيد
- أحمد فتحي
- صابر بن فرج
- ستيفان مبيا
- ديدييه دروغبا
- عبد القادر كيتا

## مسجلو الأهداف
5 أهداف
- صامويل إيتو

4 أهداف
- مانوتشو
- حسني عبد ربه
- محمد أبو تريكة
- عمرو زكي

3 أهداف
- ديدييه دروغبا
- سالومون كالو
- عبد القادر كيتا
- أبو بكر سانوغو
- جونيور أغوغو
- سولي مونتاري
- سفيان علودي

هدفين
- جيريمي نجيتاب
- جوزيف-ديزيريه جوب
- ستيفان مبيا
- محمد زيدان
- مايكل إيسيان
- باسكال فيندونو
- برايان بريندل
- ياكوبو إيغبيني
- إلريو فان هيردن
- شوقي بن سعادة
- فرانسيلودو سانتوس
- كريستوفر كاتونغو

هدف
- فلافيو
- رزاق أوموتويوسي
- أشيل إيمانا
- ألان نكونغ
- أرونا دينداني
- باكاري كونيه
- يحيى توريه
- ماركو زورو
- أحمد فتحي
- هامينو درامان
- أسامواه جيان
- كوينسي أووسو-أبيي
- إسماعيل بانغورا
- عمر كالابان
- سليمان يولا
- فريديريك كانوتيه
- هشام بوشروان
- عبد السلام وادو
- طارق السكتيوي
- منصف زرقا
- جون أوبي ميكل
- مصطفى بايال سال
- هنري كامارا
- عبد الله فاييه
- ديومانسي كامارا
- كاتليغو مفيلا
- ياسين الشيخاوي
- عصام جمعة
- مجدي تراوي
- جيمس تشامانغا
- فيليكس كاتونغو
- جاكوب مولينغا

هدف ذاتي
- محمد علي الخضر (لعب ضد الكاميرون)

### الترتيب النهائي
| مركز                     | فريق         | المجموعة | لعب | ف | ت | خ | نقاط | أ.له | أ.ع | ف.أ |
| ------------------------ | ------------ | -------- | --- | - | - | - | ---- | ---- | --- | --- |
| 1                        | مصر          | د        | 6   | 5 | 1 | 0 | 16   | 15   | 5   | +10 |
| 2                        | الكاميرون    | ب        | 6   | 4 | 0 | 2 | 12   | 14   | 8   | +6  |
| 3                        | غانا         | أ        | 6   | 5 | 0 | 1 | 15   | 11   | 5   | +6  |
| 4                        | ساحل العاج   | ج        | 6   | 4 | 0 | 2 | 12   | 16   | 9   | +7  |
| خرج من الدور ربع النهائي |              |          |     |   |   |   |      |      |     |     |
| 5                        | تونس         | ب        | 4   | 1 | 2 | 1 | 5    | 7    | 6   | +1  |
| 6                        | أنغولا       | ج        | 4   | 1 | 2 | 1 | 5    | 5    | 4   | +1  |
| 7                        | نيجيريا      | أ        | 4   | 1 | 1 | 2 | 4    | 3    | 3   | 0   |
| 8                        | غينيا        | د        | 4   | 1 | 1 | 2 | 4    | 5    | 10  | -5  |
| خرج من دور المجموعات     |              |          |     |   |   |   |      |      |     |     |
| 9                        | زامبيا       | أ        | 3   | 1 | 1 | 1 | 4    | 5    | 6   | -1  |
| 10                       | مالي         | د        | 3   | 1 | 1 | 1 | 4    | 1    | 3   | -2  |
| 11                       | المغرب       | ب        | 3   | 1 | 0 | 2 | 3    | 7    | 6   | +1  |
| 12                       | السنغال      | ج        | 3   | 0 | 2 | 1 | 2    | 4    | 6   | -2  |
| 13                       | جنوب إفريقيا | د        | 3   | 0 | 2 | 1 | 2    | 3    | 5   | -2  |
| 14                       | ناميبيا      | ب        | 3   | 0 | 1 | 2 | 1    | 2    | 7   | -5  |
| 15                       | بنين         | أ        | 3   | 0 | 0 | 3 | 0    | 1    | 7   | -6  |
| 16                       | السودان      | ج        | 3   | 0 | 0 | 3 | 0    | 0    | 9   | -9  |

## وصلات خارجية
- 2008 African Cup of Nations at CAFonline.com
- Africa Cup of Nations on BBC 1Xtra
- African Cup of Nations 2008 coverage on Reuters.co.uk